# Vlag van Landsmeer

Vlag van de gemeente Landsmeer

De vlag van Landsmeer is op 9 februari 1962 bij raadsbesluit vastgesteld als de gemeentelijke vlag van de Noord-Hollandse gemeente Landsmeer. De vlag wordt als volgt door Sierksma beschreven:
Rood, met op het midden een zwaan, geel gebekt en zwart gepoot.
De vlag heeft een rode achtergrond waarop een zwaan is geplaatst. De kleur en de zwaan is afkomstig van het gemeentewapen. Sierksma merkt in 1962 op dat de kenmerkende eigenschappen van de zwanen op wapens in deze streek door de raad zijn verwaarloosd: de gouden halsband en de pijlenbos ontbreken in de beschrijving. De 6 pijlen zijn symbool voor de zes aangesloten gemeenten bij de Unie van Waterland (Ransdorp, Zuiderwoude, Landsmeer, Zunderdorp, Broek in Waterland, Schellingwoude en Buiksloot). 

## Verwante afbeelding

Wapen van Landsmeer

Aalsmeer · Alkmaar · Amstelveen · Amsterdam · Bergen · Beverwijk · Blaricum · Bloemendaal · Castricum · Den Helder · Diemen · Dijk en Waard · Drechterland · Edam-Volendam · Enkhuizen · Gooise Meren · Haarlem · Haarlemmermeer · Heemskerk · Heemstede · Heiloo · Hilversum · Hollands Kroon · Hoorn · Huizen · Koggenland · Landsmeer · Laren · Medemblik · Oostzaan · Opmeer · Ouder-Amstel · Purmerend · Schagen · Stede Broec · Texel · Uitgeest · Uithoorn · Velsen · Waterland · Wijdemeren · Wormerland · Zaanstad · Zandvoort